# Paul Kienzle

Porträt von Paul Kienzle, 1913

Paul Heinrich Kienzle  (* 28. März 1861 in Birkenfeld (Württemberg); † 26. Januar 1941 in Ulm) war ein deutscher Architekt und Hotelier.

## Leben
Paul Kienzle besuchte die Lateinschule in Neuenbürg und wurde von 1875 bis 1878 in Birkenfeld bei J. Springer als Steinhauer ausgebildet. In den folgenden Jahren arbeitete er im Sommer als Steinhauer und bildete sich ab 1876 im Winterhalbjahr an der Baugewerkschule Stuttgart fort. Nach seiner staatlichen Prüfung zum Baumeister im Jahr 1887 studierte er an der Technischen Hochschule Stuttgart bei Christian Friedrich von Leins Architektur. Kienzle übernahm 1891/1892 für Leins die Bauleitung der Villa Wieland in Ulm. Er ließ sich dort als Architekt nieder und baute überwiegend in Ulm Villen, Wohn- und Geschäftshäuser im Stil des Historismus und später auch im Jugendstil. Im Jahr 1893 erhielt er das Reisestipendium des Königs von Württemberg zum Besuch der Weltausstellung 1893 in Chicago und traf dort den US-amerikanischen Architekten Dankmar Adler (in Büro Adler & Sullivan).
1894 wurde die erst 1892 entdeckte Laichinger Tiefenhöhle unter Kienzle detailliert vermessen.
Paul Heinrich Kienzle war verheiratet mit Bertha geb. Remshardt und hatte drei Kinder. Er starb am 26. Januar 1941 in Ulm.

## Bauten (Auswahl)
Paul Kienzle war „ein führender Ulmer Architekt jener Zeit“.
Außer in Ulm baute Kienzle auch in Birkenfeld, Rastatt, Laichingen, Ostrach und Deggingen.

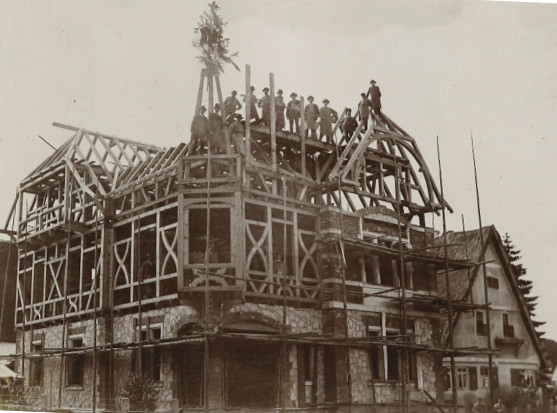
Wohnhaus für Dr. Frank in Laichingen, 1893

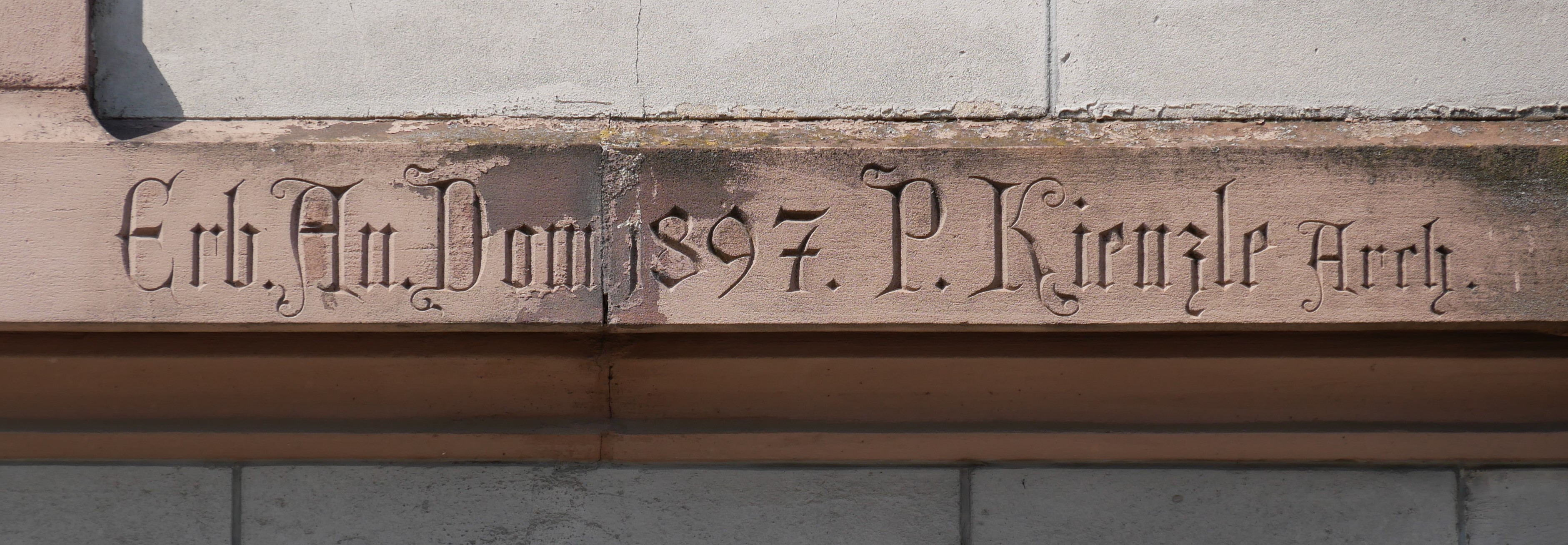
Inschrift am Wohnhaus Wachter in Ulm

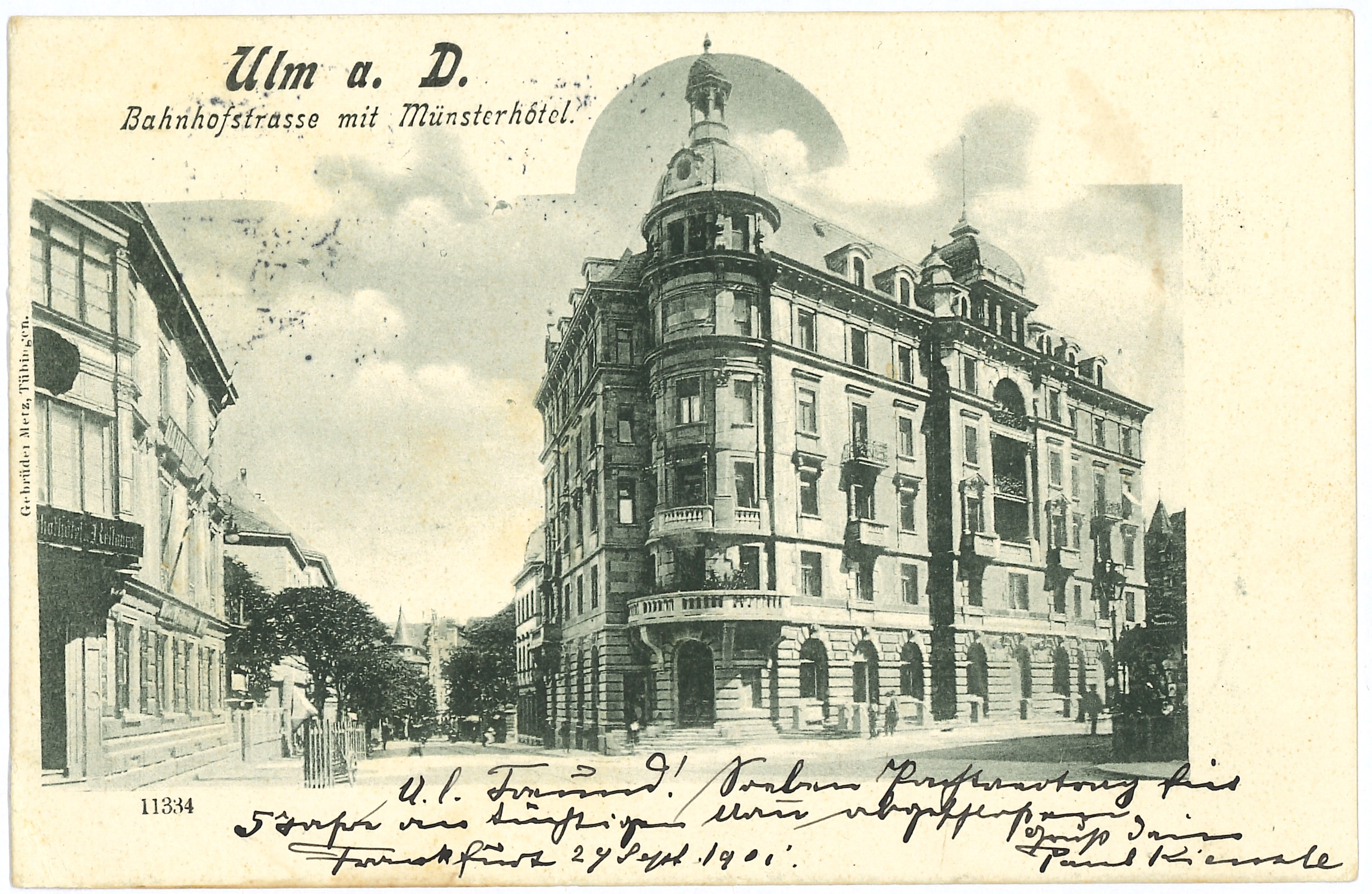
Bahnhofstraße mit Münsterhotel in Ulm, um 1901

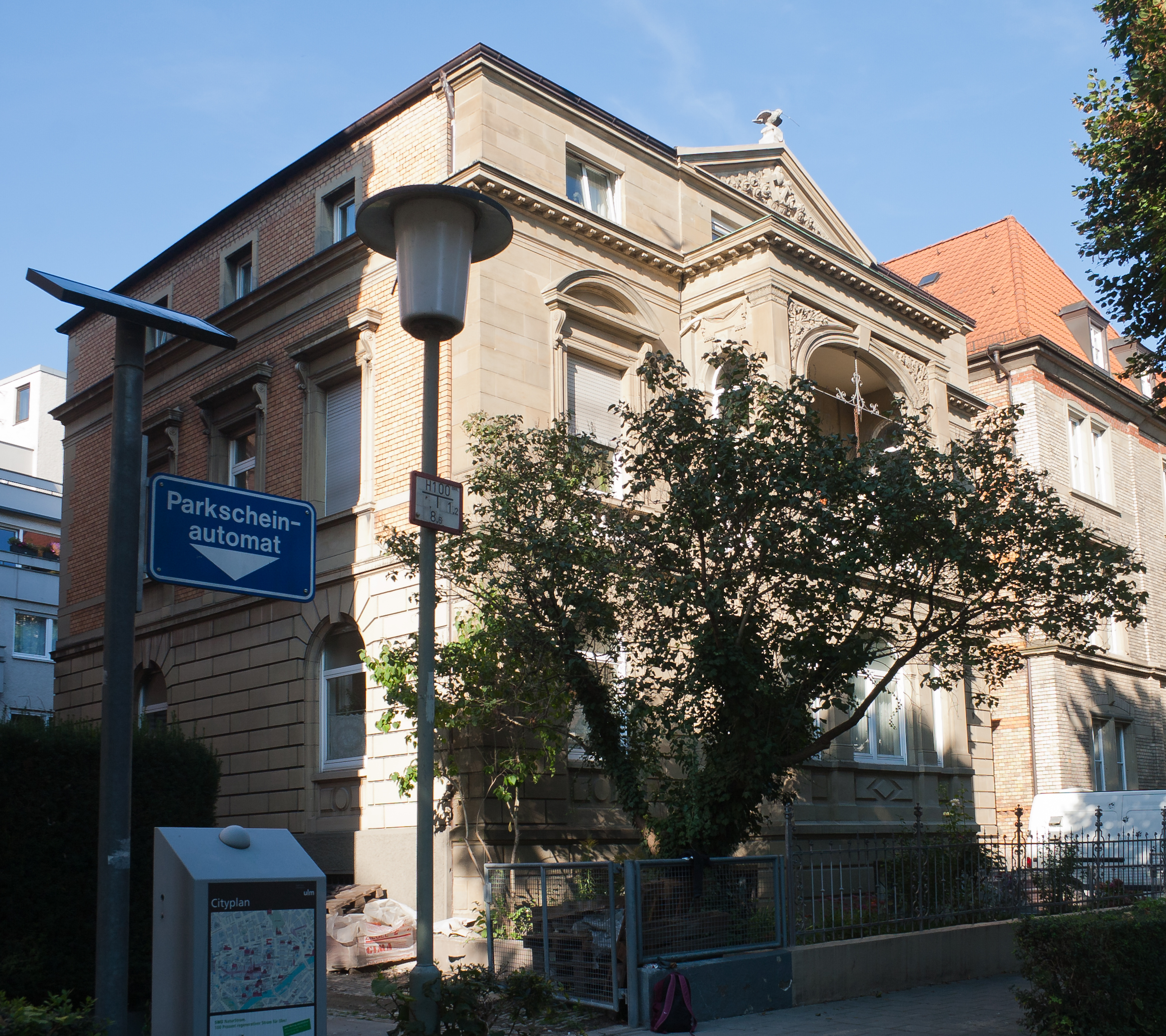
Villa Heimstraße 9 in Ulm

Schulhaus in Birkenfeld, Perspektive (1910)

- 1891–1892: Bauleitung beim Bau der Villa Wieland in Ulm, Neuthorstraße / Olgastraße (nach Entwurf von Christian Friedrich von Leins; im Zweiten Weltkrieg zerstört; heutiger Standort des Theaters Ulm)[1][2][3][4]
- 1893–1894: Wohnhaus mit Praxis für den Arzt Dr. Reinhold Frank in Laichingen[5] (später „Haus Hirschle“ bzw. „Kaufhaus Klotz“ genannt; nicht erhalten)
- 1896: Gebäude Heimstraße 17 in Ulm (unter Denkmalschutz[6])
- 1897: Wohnhaus für Augustin Wachter in Ulm, Keplerstraße 29 (mit Kepler-Relief)[7][8]
- 1899–1901: Münsterhotel in Ulm, Bahnhofstraße (im Zweiten Weltkrieg zerstört)[2][3]
- 1901: Konzertsaal in Neu-Ulm, Silcherstraße 2 (2012 abgerissen)[9][10]
- 1902: Gebäude Schülinstraße 20–22 in Ulm[11]
- 1903: Wohnhaus Olgastraße 139 in Ulm[12] (unter Denkmalschutz, frühere Hausnummer 81; zeitweise Wohnung von Hans und Sophie Scholl[13])
- 1903: Gebäude Heimstraße 9 in Ulm (unter Denkmalschutz[6][14])
- 1903–1904: Wohn- und Geschäftshaus König-Wilhelm-Straße 5 in Ulm[15]
- 1903–1904: Wohnhaus für den Nudelfabrikanten Laible in Ulm, Promenade 6[16]
- 1909: Wohnhaus Lichtensteinstraße 14 in Ulm[17]
- 1910: Wohnhaus-Gruppe Lichtensteinstraße 5–9 in Ulm[18]
- 1911–1912: Wohnhaus für den Viehhändler Julius Mohr jr. in Ulm, Zinglerstraße 76[2][3][19]
- 1910–1911: Erweiterungsbau des Schulhauses in Birkenfeld[20] (nach Gutachten durch Paul Bonatz[21]; heute Friedrich-Silcher-Schule)